# サンテミリオン (競走馬)
サンテミリオンは競走馬の馬名であり今日に至るまで同名の競走馬が2頭存在する。
1.2007年産の日本の競走馬でありゼンノロブロイ産駒。GI優駿牝馬を優勝している。
2.2011年産のニュージーランドの競走馬でありマスタークラフツマン産駒。GIニュージーランドステークスを優勝している。

本項では1の日本の競走馬について紹介する。
サンテミリオン（仏：Saint-Emilion）は。日本の競走馬である。おもな勝ち鞍は2010年の優駿牝馬。馬名はフランス有数のワインの産地、世界遺産であるサン＝テミリオン地域に由来する。

## 戦績
2010年1月5日中山競馬場の新馬戦芝2000mでデビュー。1番人気に応えて初戦を勝利した。2戦目は1月24日の500万下の若竹賞でここでも3番人気だったが、直線抜け出して2勝目をあげた。3戦目で初の重賞挑戦となったフラワーカップは、後ろからの競走となってしまい3着となった。陣営は桜花賞への出走を選ばず、優駿牝馬（オークス）を目標にしたローテーションを組んだ。そして4月25日のフローラステークスでは1番人気に応えて重賞初制覇となった。
5月23日、雨の中で開催された優駿牝馬ではリング銜を着用、
8枠18番という外枠での発走から中団後方を追走し、最終直線残り1ハロンあたりからアパパネとの叩き合いになり、そのまま並んで2頭がゴール板を駆け抜けた。15分近い写真判定の結果、アパパネと1着同着となった(JRA主催GIでは史上初、2021年5月1日現在でJRA主催G1での同着優勝はこのレースのみである)。この結果、鞍上の横山典弘に初の優駿牝馬優勝を、調教師の古賀慎明には初のGI制覇をもたらした。そしてゼンノロブロイ産駒にとっても初のGI優勝となった。
秋はトライアルレースを使わずに秋華賞に直行することとなった。それまで主戦を務めていた横山典弘が落馬負傷したため藤岡佑介に乗り替わりとなったが、迎えた本番ではゲート内で扉に顔をぶつけスタートで出遅れるというアクシデントに見舞われ、また頭をぶつけた際に口を切り出血していたためハミを取ることができず、終始最後方のまま6馬身の大差しんがり18着に大敗した。エリザベス女王杯では主戦の横山が武蔵野ステークスでユノゾフィーに騎乗するため、ミルコ・デムーロを鞍上に迎えたが、中団追走も直線で伸びを欠いて9着に敗れた。
2011年はクイーンステークスで始動、中団追走も直線で全く伸びず最下位14着。府中牝馬ステークスでは中団後方を追走するも11着に敗れた。エリザベス女王杯では終始後方のまましんがり18着に大敗した。
2012年はアメリカジョッキークラブカップで始動、好位から脚を伸ばして4着となった。ダイヤモンドステークスでは中団追走も直線で全く伸びず12着に大敗。日経賞は先団追走も直線で伸びを欠いて6着、目黒記念は最下位18着に敗れた。夏は休養し、この年はあと3走したがいずれも着外に終わった。2013年1月のアメリカジョッキークラブカップ11着を最後に現役を引退。北海道千歳市の社台ファームで繁殖牝馬として供用された。
2024年3月4日、病気のため、繋養先の社台ファームで死亡した。

## 競走成績
以下の内容は、JBISサーチおよびnetkeiba.comに基づく。
| 競走日     | 競馬場 | 競走名           | 格      | 距離（馬場）  | 頭 数 | 枠 番 | 馬 番 | オッズ （人気） | 着順 | タイム （上り3F） | 着差  | 騎手        | 斤量 [kg] | 1着馬（2着馬）     | 馬体重 [kg] |
| ---------- | ------ | ---------------- | ------- | ------------- | ----- | ----- | ----- | --------------- | ---- | ----------------- | ----- | ----------- | --------- | ------------------ | ----------- |
| 2010.01.05 | 中山   | 3歳新馬          |         | 芝2000m（良） | 14    | 4     | 5     | 003.60（1人）   | 01着 | R2:06.1（35.2）   | -0.2  | 0内田博幸   | 54        | （クォークスター） | 464         |
| 0000.01.24 | 中山   | 若竹賞           | 500万下 | 芝1800m（良） | 9     | 7     | 7     | 004.50（3人）   | 01着 | R1:51.2（34.6）   | -0.4  | 0横山典弘   | 54        | （バシレウス）     | 458         |
| 0000.03.20 | 中山   | フラワーC        | GIII    | 芝1800m（良） | 16    | 5     | 9     | 001.60（1人）   | 03着 | R1:50.7（34.8）   | -0.4  | 0横山典弘   | 54        | オウケンサクラ     | 456         |
| 0000.04.25 | 東京   | フローラS        | GII     | 芝2000m（良） | 15    | 8     | 15    | 001.90（1人）   | 01着 | R2:00.2（34.6）   | -0.2  | 0横山典弘   | 54        | （アグネスワルツ） | 454         |
| 0000.05.23 | 東京   | 優駿牝馬         | GI      | 芝2400m（稍） | 18    | 8     | 18    | 008.50（5人）   | 01着 | R2:29.9（35.3）   | -同着 | 0横山典弘   | 55        | アパパネ           | 460         |
| 0000.10.17 | 京都   | 秋華賞           | GI      | 芝2000m（良） | 18    | 3     | 5     | 007.90（3人）   | 18着 | R2:00.7（35.6）   | -2.3  | 0藤岡佑介   | 55        | アパパネ           | 460         |
| 0000.11.14 | 京都   | エリザベス女王杯 | GI      | 芝2200m（良） | 17    | 4     | 7     | 012.70（5人）   | 09着 | R2:14.0（35.4）   | -1.5  | 0M.デムーロ | 54        | スノーフェアリー   | 456         |
| 2011.08.14 | 札幌   | クイーンS        | GIII    | 芝1800m（良） | 14    | 7     | 12    | 024.90（7人）   | 14着 | R1:48.4（37.1）   | -1.8  | 0藤岡佑介   | 55        | アヴェンチュラ     | 480         |
| 0000.10.16 | 東京   | 府中牝馬S        | GII     | 芝1800m（稍） | 16    | 6     | 11    | 040.40（9人）   | 11着 | R1:47.5（34.6）   | -0.7  | 0三浦皇成   | 56        | イタリアンレッド   | 468         |
| 0000.11.13 | 京都   | エリザベス女王杯 | GI      | 芝2200m（良） | 18    | 3     | 6     | 085.7（12人）   | 18着 | R2:14.0（35.6）   | -2.4  | 0M.デムーロ | 56        | スノーフェアリー   | 460         |
| 2012.01.22 | 中山   | AJCC             | GII     | 芝2200m（不） | 11    | 8     | 11    | 114.50（9人）   | 04着 | R2:18.5（37.4）   | -1.2  | 0北村宏司   | 54        | ルーラーシップ     | 472         |
| 0000.02.18 | 東京   | ダイヤモンドS    | GIII    | 芝3400m（良） | 16    | 7     | 13    | 033.9（11人）   | 12着 | R3:38.0（35.8）   | -1.2  | 0北村宏司   | 54        | ケイアイドウソジン | 472         |
| 0000.03.24 | 中山   | 日経賞           | GII     | 芝2500m（重） | 14    | 1     | 1     | 094.1（10人）   | 06着 | R2:38.7（37.1）   | -1.3  | 0北村宏司   | 54        | ネコパンチ         | 478         |
| 0000.05.27 | 東京   | 目黒記念         | GII     | 芝2500m（良） | 18    | 6     | 11    | 042.80（9人）   | 18着 | R2:33.7（37.4）   | -3.1  | 0北村宏司   | 54        | スマートロビン     | 474         |
| 0000.09.23 | 中山   | オールカマー     | GII     | 芝2200m（重） | 16    | 5     | 10    | 101.8（13人）   | 07着 | R2:16.3（36.3）   | -0.8  | 0三浦皇成   | 54        | ナカヤマナイト     | 484         |
| 0000.11.18 | 福島   | 福島記念         | GIII    | 芝2000m（稍） | 16    | 2     | 3     | 022.5（12人）   | 08着 | R2:00.4（35.5）   | -0.9  | 0藤岡佑介   | 54        | ダイワファルコン   | 472         |
| 0000.12.15 | 中京   | 愛知杯           | GIII    | 芝2000m（稍） | 18    | 1     | 1     | 046.4（15人）   | 18着 | R2:05.3（36.0）   | -1.7  | 0丸山元気   | 54        | エーシンメンフィス | 474         |
| 2013.01.20 | 中山   | AJCC             | GII     | 芝2200m（良） | 12    | 8     | 12    | 116.8（10人）   | 11着 | R2:15.7（38.3）   | -2.6  | 0北村宏司   | 54        | ダノンバラード     | 478         |

## 繁殖成績
|        | 生年   | 馬名                 | 性 | 毛色   | 父                     | 馬主                               | 厩舎                                                           | 戦績                  |
| ------ | ------ | -------------------- | -- | ------ | ---------------------- | ---------------------------------- | -------------------------------------------------------------- | --------------------- |
| 初仔   | 2014年 | サンジュリアン       | 牝 | 鹿毛   | ハービンジャー         | 村野康司                           | 美浦・古賀慎明                                                 | 4戦0勝（引退・繁殖）  |
| 2番仔  | 2015年 | ポムロール           | 牝 | 黒鹿毛 | ノヴェリスト           | 村野康司                           | 美浦・古賀慎明 →門別・林和弘                                   | 4戦1勝（引退）        |
| 3番仔  | 2016年 | フロンサック         | 牝 | 鹿毛   | ワークフォース         | 村野康司                           | 美浦・古賀慎明                                                 | 5戦0勝（引退・繁殖）  |
| 4番仔  | 2017年 | アントルドゥメール   | 牝 | 黒鹿毛 | ノヴェリスト           | 村野康司 →小田隆範                 | 美浦・菊沢隆徳 →名古屋・角田輝也 →門別・堂山芳則               | 16戦2勝（引退・繁殖） |
| 5番仔  | 2018年 | シャドウモノリス     | 牡 | 黒鹿毛 | ロードカナロア         | 飯塚知一                           | 美浦・鹿戸雄一 →船橋・佐藤裕太                                 | 35戦11勝（現役）      |
| 6番仔  | 2019年 | イヴニングスター     | 騸 | 黒鹿毛 | ロードカナロア         | 村野康司                           | 美浦・戸田博文                                                 | 16戦1勝（現役）       |
| 7番仔  | 2020年 | ヒーリングアート     | 牝 | 黒鹿毛 | ロードカナロア         | 村野康司 →谷口祐人                 | 美浦・鹿戸雄一 →西脇・坂本和也 →金沢・井樋一也                 | 25戦2勝（現役）       |
| 8番仔  | 2021年 | キープインマインド   | 牡 | 鹿毛   | マインドユアビスケッツ | 村野康司 →（株）ファーストビジョン | 美浦・古賀慎明 →金沢・加藤和宏 →大井・阪本一栄 →高知・胡本友晴 | 22戦5勝（現役）       |
| 9番仔  | 2022年 | クラレット           | 牡 | 鹿毛   | サートゥルナーリア     | 村野康司                           | 美浦・古賀慎明                                                 | 4戦0勝（現役）        |
| 10番仔 | 2024年 | サンテミリオンの2024 | 牡 | 鹿毛   | マインドユアビスケッツ |                                    |                                                                |                       |

- 2025年4月18日現在

## 血統表
| サンテミリオンの血統            | サンテミリオンの血統                                 | サンテミリオンの血統                       | （血統表の出典）                           | （血統表の出典） |
| 父系                            | ヘイロー系（サンデーサイレンス系）                   | ヘイロー系（サンデーサイレンス系）         | ヘイロー系（サンデーサイレンス系）         | [ § 2 ]          |
| 父 ゼンノロブロイ 2000 黒鹿毛   | 父の父*サンデーサイレンス Sunday Silence 1986 青鹿毛 | Halo                                       | Hail to Reason                             | Hail to Reason   |
| 父 ゼンノロブロイ 2000 黒鹿毛   | 父の父*サンデーサイレンス Sunday Silence 1986 青鹿毛 | Halo                                       | Cosmah                                     |                  |
| 父 ゼンノロブロイ 2000 黒鹿毛   | 父の父*サンデーサイレンス Sunday Silence 1986 青鹿毛 | Wishing Well                               | Understanding                              | Understanding    |
| 父 ゼンノロブロイ 2000 黒鹿毛   | 父の父*サンデーサイレンス Sunday Silence 1986 青鹿毛 | Wishing Well                               | Mountain Flower                            |                  |
| 父 ゼンノロブロイ 2000 黒鹿毛   | 父の母*ローミンレイチェル Roamin Rachel 1990 鹿毛    | *マイニング                                | Mr. Prospector                             | Mr. Prospector   |
| 父 ゼンノロブロイ 2000 黒鹿毛   | 父の母*ローミンレイチェル Roamin Rachel 1990 鹿毛    | *マイニング                                | I Pass                                     |                  |
| 父 ゼンノロブロイ 2000 黒鹿毛   | 父の母*ローミンレイチェル Roamin Rachel 1990 鹿毛    | One Smart Lady                             | Clever Trick                               | Clever Trick     |
| 父 ゼンノロブロイ 2000 黒鹿毛   | 父の母*ローミンレイチェル Roamin Rachel 1990 鹿毛    | One Smart Lady                             | Pia's Lady                                 |                  |
| 母 *モテック Moteck 1995 黒鹿毛 | 母の父*ラストタイクーン Last Tycoon 1983 鹿毛        | *トライマイベスト                          | Northern Dancer                            | Northern Dancer  |
| 母 *モテック Moteck 1995 黒鹿毛 | 母の父*ラストタイクーン Last Tycoon 1983 鹿毛        | *トライマイベスト                          | Sex Appeal                                 |                  |
| 母 *モテック Moteck 1995 黒鹿毛 | 母の父*ラストタイクーン Last Tycoon 1983 鹿毛        | Mill Princess                              | Mill Reef                                  | Mill Reef        |
| 母 *モテック Moteck 1995 黒鹿毛 | 母の父*ラストタイクーン Last Tycoon 1983 鹿毛        | Mill Princess                              | Irish Lass                                 |                  |
| 母 *モテック Moteck 1995 黒鹿毛 | 母の母Sudaka 1986 黒鹿毛                             | Garde Royale                               | Mill Reef                                  | Mill Reef        |
| 母 *モテック Moteck 1995 黒鹿毛 | 母の母Sudaka 1986 黒鹿毛                             | Garde Royale                               | Royal Way                                  |                  |
| 母 *モテック Moteck 1995 黒鹿毛 | 母の母Sudaka 1986 黒鹿毛                             | Didia Clara                                | Sea Break                                  | Sea Break        |
| 母 *モテック Moteck 1995 黒鹿毛 | 母の母Sudaka 1986 黒鹿毛                             | Didia Clara                                | Patria F-No.16-g                           |                  |
| 母系(F-No.)                     | 16号族(FN:16-g)                                      | 16号族(FN:16-g)                            | 16号族(FN:16-g)                            | [ § 3 ]          |
| 5代内の近親交配                 | Mill Reef 12.50% 4x4、Buckpasser 6.25% 5x5           | Mill Reef 12.50% 4x4、Buckpasser 6.25% 5x5 | Mill Reef 12.50% 4x4、Buckpasser 6.25% 5x5 | [ § 4 ]          |
| 出典                            | 1. 2. 3. 4.                                          | 1. 2. 3. 4.                                | 1. 2. 3. 4.                                | 1. 2. 3. 4.      |

母はフランスの重賞フロール賞勝ち馬。祖母も重賞クレオパトル賞勝ち馬である。

## スポーツ紙等での略称
前述の通り、馬名の由来はサン＝テミリオンなのだが、スポーツ紙等で略称で表示する際に「サンテ」あるいは「ミリオン」と、由来の言葉とは違うところで区切った略し方で表示されることが多い。